# Municipio de Quewhiffle
El municipio de Quewhiffle (en inglés: Quewhiffle Township) era un municipio ubicado en el condado de Hoke, Carolina del Norte, Estados Unidos. Actualmente está inactivo.

## Geografía
El municipio de Quewhiffle estaba ubicado en las coordenadas 35°3′5.58″N 79°22′5.13″O / 35.0515500, -79.3680917.